# 復顔

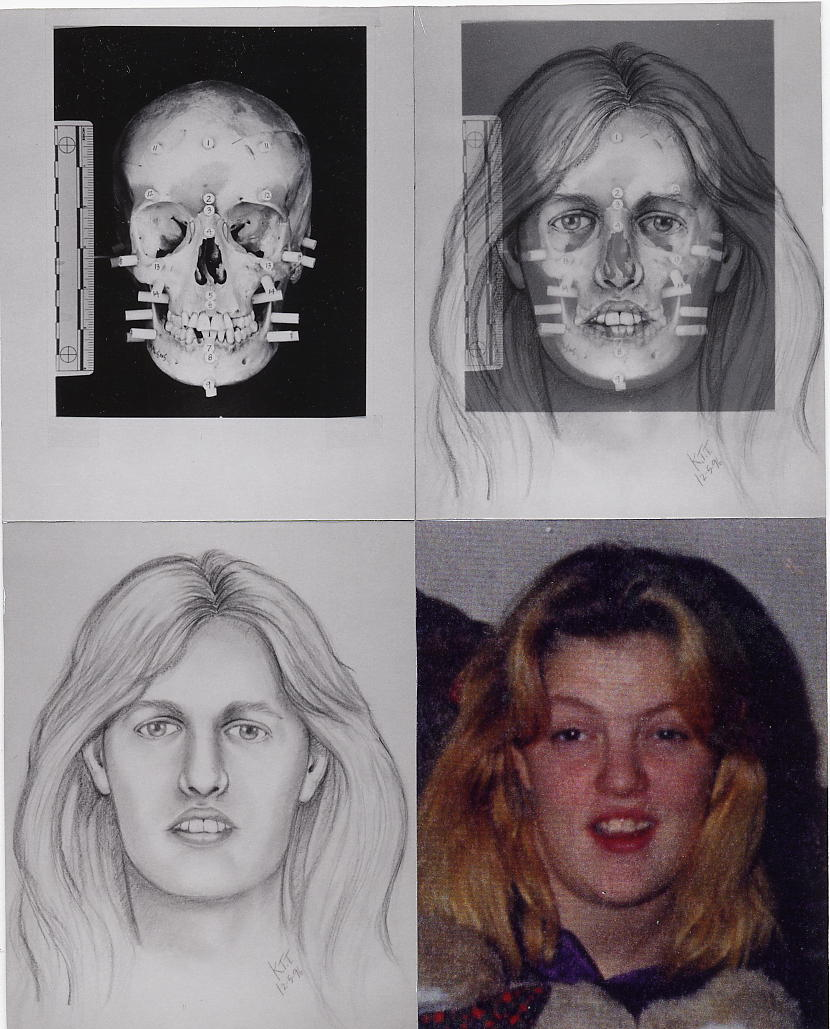
2D顔面再建及びその後の識別の例。

復顔（ふくがん）とは、頭蓋骨をもとに生前の顔を法医学により推定し、型どりした物に粘土等で肉付けして義眼を付け、色付けしたりかつらを被せたりして復元する技術である。
身元不明の白骨死体の身元調査のために公開して情報提供を求めたり、考古学で遺跡などから発掘された頭蓋骨により、頭部の人種的特徴などを確認するために行われる。
以前はテレビドラマ等で手作業でのシーンが放送されたりしたが、近年は情報処理技術によりコンピューターで3次元データとして作成されて、CGで表現され、表情を変える事などもできる。